# MLB All-Star Game 2001
MLB All-Star Game 2001 – 72. Mecz Gwiazd ligi MLB, który odbył się 10 lipca 2001 roku na stadionie Safeco Field w Seattle. Spotkanie zakończyło się zwycięstwem American League All-Stars 4–1. Frekwencja wyniosła 47 364 widzów.
Najbardziej wartościowym zawodnikiem został Cal Ripken Jr. z Baltimore Orioles, który zdobył home runa, wyprowadzając zespół AL All-Stars na prowadzenie 1–0. Ripken, który podczas swojej kariery występował głównie na pozycji łącznika, a na początku 2001 roku ogłosił koniec kariery zawodniczej po zakończeniu sezonu 2001, wyszedł w wyjściowym składzie jako trzeciobazowy. Alex Rodriguez, który otrzymał najwięcej głosów spośród łączników, w hołdzie Ripkenowi, zamienił się z nim pozycjami.

## Wyjściowe składy
| National League | National League | National League | National League | American League | American League | American League | American League |
| #               | Zawodnik        | Klub            | Pozycja         | #               | Zawodnik        | Klub            | Pozycja         |
| --------------- | --------------- | --------------- | --------------- | --------------- | --------------- | --------------- | --------------- |
| 1               | Luis Gonzalez   | Diamondbacks    | CF              | 1               | Ichiro Suzuki   | Mariners        | CF              |
| 2               | Todd Helton     | Rockies         | 1B              | 2               | Alex Rodriguez  | Rangers         | SS-3B           |
| 3               | Barry Bonds     | Giants          | LF              | 3               | Manny Ramírez   | Red Sox         | LF              |
| 4               | Sammy Sosa      | Cubs            | RF              | 4               | Bret Boone      | Mariners        | 2B              |
| 5               | Larry Walker    | Rockies         | DH              | 5               | Juan González   | Indians         | RF              |
| 6               | Mike Piazza     | Mets            | C               | 6               | John Olerud     | Mariners        | 1B              |
| 7               | Chipper Jones   | Braves          | 3B              | 7               | Edgar Martínez  | Mariners        | DH              |
| 8               | Jeff Kent       | Giants          | 2B              | 8               | Cal Ripken Jr.  | Orioles         | 3B-SS           |
| 9               | Rich Aurilia    | Giants          | SS              | 9               | Iván Rodríguez  | Rangers         | C               |
|                 | Randy Johnson   | Diamondbacks    | P               |                 | Roger Clemens   | Yankees         | P               |

| National League | 0 | 0 | 0 | 0 | 0 | 1 | 0 | 0 | 0 | 1 | 3 | 1 |
| American League | 0 | 0 | 1 | 0 | 1 | 2 | 0 | 0 | X | 4 | 8 | 2 |
| WP: Freddy García (1–0) LP: Chan Ho Park (0–1) SV: Kazuhiro Sasaki (1) HR: AL: Cal Ripken Jr. (1), Derek Jeter (1), Magglio Ordóñez (1) |   |   |   |   |   |   |   |   |   |   |   |   |

## Składy
| Miotacze - Roger Clemens (8) - Freddy García (1) - Joe Mays (1) - Eric Milton (1) - Jeff Nelson (1) - Troy Percival (4) - Andy Pettitte (2) - Paul Quantrill (1) - Mariano Rivera (4) - Kazuhiro Sasaki (1) - Mike Stanton (1) Łapacze - Jorge Posada (2) - Iván Rodríguez (10) Designated hitters - Edgar Martínez (6) |  | Wewnątrzpolowi - Roberto Alomar (12) - Bret Boone (2) - Tony Clark (1) - Jason Giambi (2) - Troy Glaus (2) - Cristian Guzmán (1) - Derek Jeter (4) - John Olerud (2) - Cal Ripken Jr. (19) - Alex Rodriguez (5) - Mike Sweeney (2) Zapolowi - Mike Cameron (1) - Juan González (3) - Magglio Ordóñez (3) - Manny Ramirez (5) - Ichiro Suzuki (1) - Greg Vaughn (4) - Bernie Williams (5) |  | Menadżer - Joe Torre Trenerzy - Bruce Bochy - Dusty Baker Honorowy kapitan - Kirby Puckett |

| Miotacze - John Burkett (2) - Mike Hampton (2) - Randy Johnson (8) - Mike Hampton (1) - Jon Lieber (1) - Matt Morris (1) - Chan Ho Park (1) - Rick Reed (2) - Curt Schilling (4) - Jeff Shaw (2) - Ben Sheets (1) - Billy Wagner (2) Łapacze - Charles Johnson (2) - Mike Piazza (9) |  | Wewnątrzpolowi - Rich Aurilia (1) - Sean Casey (2) - Todd Helton (2) - Chipper Jones (5) - Jeff Kent (3) - Ryan Klesko (1) - Phil Nevin (1) - Albert Pujols (1) - Jimmy Rollins (1) Zapolowi - Moisés Alou (3) - Lance Berkman (1) - Barry Bonds (10) - Cliff Floyd (1) - Brian Giles (2) - Luis Gonzalez (2) - Vladimir Guerrero (3) - Sammy Sosa (5) - Larry Walker (4) |  | Menadżer - Bobby Valentine Trenerzy - Tony Muser - Lou Piniella Honorowy kapitan - Ralph Branca - Bobby Thomson |

- W nawiasie podano liczbę powołań do All-Star Game.

## Home Run Derby
| Safeco Field, Seattle—NL 41, AL 25 | Safeco Field, Seattle—NL 41, AL 25 | Safeco Field, Seattle—NL 41, AL 25 | Safeco Field, Seattle—NL 41, AL 25 | Safeco Field, Seattle—NL 41, AL 25 | Safeco Field, Seattle—NL 41, AL 25 |
| Zawodnik                           | Klub                               | Runda 1                            | Półfinały                          | Finały                             | Suma                               |
| ---------------------------------- | ---------------------------------- | ---------------------------------- | ---------------------------------- | ---------------------------------- | ---------------------------------- |
| Luis Gonzalez                      | Diamondbacks                       | 5                                  | 5                                  | 6                                  | 16                                 |
| Sammy Sosa                         | Cubs                               | 3                                  | 8                                  | 2                                  | 13                                 |
| Jason Giambi                       | A's                                | 14                                 | 6                                  | –                                  | 20                                 |
| Barry Bonds                        | Giants                             | 7                                  | 3                                  | –                                  | 10                                 |
| Bret Boone                         | Mariners                           | 3                                  | –                                  | –                                  | 3                                  |
| Todd Helton                        | Rockies                            | 2                                  | –                                  | –                                  | 2                                  |
| Alex Rodriguez                     | Rangers                            | 2                                  | –                                  | –                                  | 2                                  |
| Troy Glaus                         | Angels                             | 0                                  | –                                  | –                                  | 0                                  |